# Aytac Tapdıqová
Aytac Tapdıqová (Aytac Tapdıq, poangličtěle Aytaj Tapdig, vlastním jménem Aytac Soltan qızı Əhmədova; narozena 18. července 1993 Baku) je ázerbájdžánská novinářka, aktivistka za práva žen a politická vězeňkyně. Od roku 2015 pracovala jako reportérka pro Meydan TV do roku 2024, kdy byla redakce pozatýkána a působení Meydan TV v Ázerbajdžánu znemožněno.
Dne 6. prosince 2024 byla Tapdıqová zatčena v souvislosti s trestním řízením proti novinářům z Meydan TV. 8. prosince nařídil soud okresu Xətai její vazbu z preventivních důvodů. Ona i další zadržení byli obviněni podle článku 206.3.2 ázerbájdžánského trestního zákoníku (pašování spáchané skupinou osob po předchozí dohodě). Aytac Tapdıqová obvinění popřela a své zadržení přičítá své profesionální novinářské činnosti.
Několik místních i mezinárodních organizací na ochranu lidských práv zatčení Aytac Tapdıqové odsoudilo, označilo ho za politické a vyzvalo ázerbájdžánské úřady, aby novinářku okamžitě propustily.